# Rafael Cadenas
Rafael Cadenas (Barquisimeto, 8 april 1930) is een Venezolaans dichter en essayist. Hij was jarenlang docent aan de Universidad Central de Venezuela. Hij kreeg de Nationale Prijs Literatuur (1985), de Internationale Prijs Literatuur van Guadalajara (Mexiko, 2009), de Prijs García Lorca Prize (2015) en de Cervantesprijs (2022).

## Werk

### Gedichten
- Cantos iniciales (1946)
- Una isla (1958)
- Los cuadernos del destierro (1960, 2001)
- "Derrota" (1963)
- Falsas maniobras (1966)
- Tiempo Del Machete (1969)
- Intemperie (1977)
- Memorial (1977) Bilingual Edition (Spanish to English)
- Amante (1983)
- Dichos (1992)
- Gestiones (1992)
- Antología (1958–1993) (1996), (1999)
- Amante (bid & co. editor, 2002)
- Poemas selectos (bid & co. editor, 2004, 2006, 2009)
- Amant (bid & co. editor, 2004) [trad. al francés de "Amante")
- Lover (bid & co. editor, 2004, 2009)
- El taller de al lado (bid & co. editor, 2005)
- Sobre abierto (2012)

### Essays
- Literatura y vida (1972)
- Realidad y literatura (1979)
- Apuntes sobre San Juan de la Cruz y la mística (1977, 1995)
- La barbarie civilizada (1981)
- Anotaciones (1983)
- Reflexiones sobre la ciudad moderna (1983)
- En torno al lenguaje (1984)
- Sobre la enseñanza de la literatura en la Educación Media (1998)